# José Rumazo González
José Rumazo González Moya (Latacunga, 28 agosto 1904 – Quito, 26 febbraio 1995) è stato uno scrittore, storico, paleografo e diplomatico ecuadoriano.
È noto per il suo poema epico "Parusía" (più di 240.000 versi). La sua opera letteraria comprende le raccolte di poesie "Proa", "Altamar", "Raudal", "Soledades de la Sangre", "Claridades en Vislumbres" e "Hacia lo inefable", i drammi "Sevilla del Oro" e "La leyenda del Cacique Dorado", nonché il romanzo "Andariegos". Come storico pubblicò "El Ecuador en la América Prehispánica", "La región amazónica del Ecuador en el siglo XVI" e i "Documentos para la Historia de la Audiencia de Quito" (otto volumi). Fu presidente dell'Istituto Ecuatoriano di Cultura Iberoamericana e dell'Accademia Ecuatoriana della Lingua. Ricevette numerosi riconoscimenti, tra cui la Gran Croce dell'Ordine Nazionale della Croce del Sud del Brasile e il Premio Nazionale Eugenio Espejo.

## Biografia
José Rumazo González nacque il 28 agosto 1904 a Latacunga, in Ecuador. Sua madre morì poco dopo la sua nascita, un evento che segnò la sua vita e rafforzò l'influenza del padre, un uomo di orientamento liberale e amico di Juan Montalvo. La passione del padre per la scienza e la cultura, inclusa la pubblicazione di libri di autori ecuadoriani, suscitò in José e nel fratello Alfonso un interesse per la letteratura che li portò a fondare la "Biblioteca Ecuatoriana". La sua opera storica, influenzata dalle scoperte antropologiche e archeologiche del suo tempo, si manifesta chiaramente in "Ecuador en la América Prehispánica", dove esamina teorie sui primi popoli, le culture preincaiche e l'impero Inca nel territorio ecuadoriano. Inoltre, il consiglio comunale di Quito gli affidò la decifrazione e la pubblicazione dei Libros del Cabildo, i documenti fondativi della città che vanno dal 1534 al 1551, un lavoro a cui collaborò con altri ricercatori. Nella sua ricerca di conoscenza, Rumazo González viaggiò in Europa nel 1939 per studiare filosofia della storia in Germania, ma l'inizio della Seconda Guerra Mondiale interruppe i suoi piani. Si stabilì a Siviglia, dove, grazie a una borsa di studio del Congresso Nazionale, iniziò un importante lavoro di compilazione e digitalizzazione di documenti dell'Archivo General de Indias. Durante il suo soggiorno in Spagna, scoprì e pubblicò il testamento di Sebastián de Belalcázar e ottenne riconoscimenti in Ecuador e Colombia. Questo lavoro faceva parte delle "Misiones Especiales" ecuadoriane per la raccolta di documenti storici a sostegno dell'integrità territoriale del paese. Parallelamente alla sua attività di ricerca, Rumazo González intraprese una brillante carriera diplomatica, ricoprendo tra il 1934 e il 1947 incarichi consolari a Siviglia, Cadice, Lisbona e Barcellona. Successivamente fu incaricato d'affari e ministro consigliere in Spagna e rappresentò l'Ecuador in vari congressi internazionali. Nel Ministero degli Affari Esteri del suo paese ricoprì alte cariche dirigenziali e fu sottosegretario facente funzioni. L'ultima tappa della sua carriera diplomatica lo portò come ambasciatore in Honduras, Argentina, Uruguay e Panama, e partecipò a numerose missioni speciali e ricoprì alte cariche nel ministero.

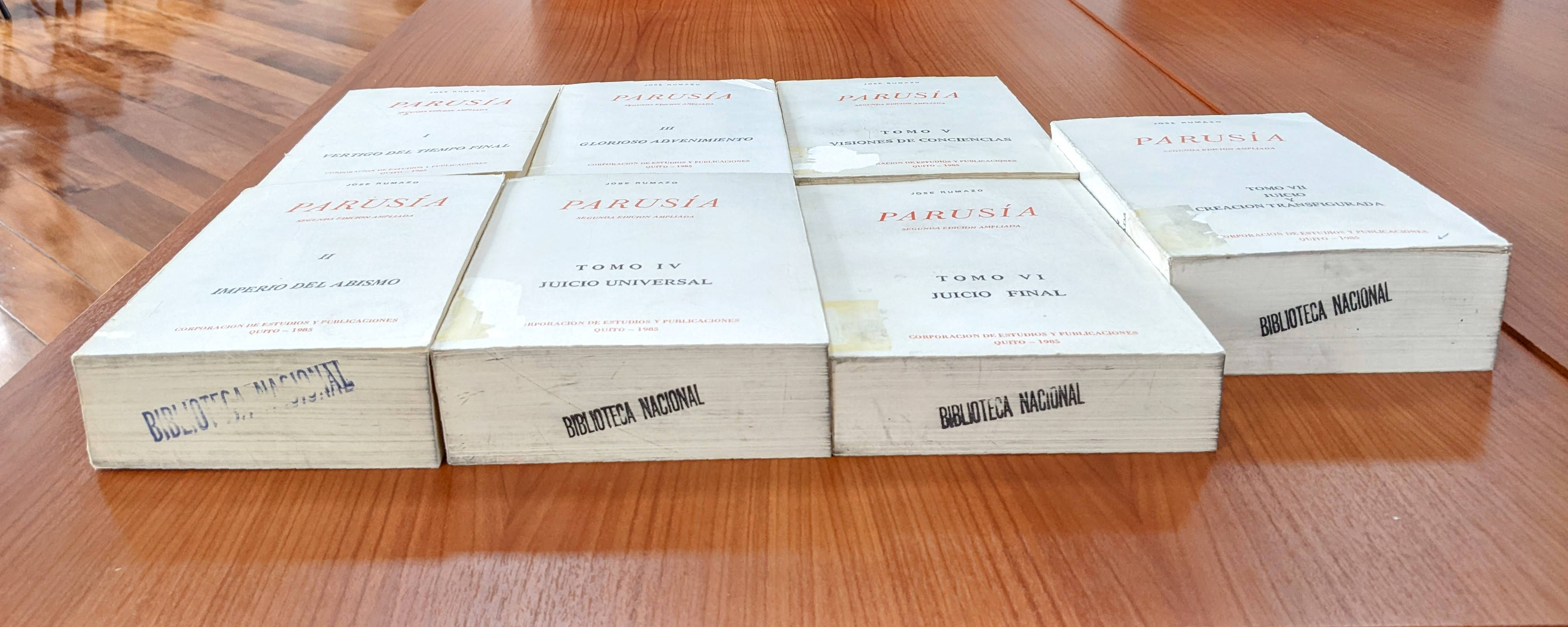
Parusia

Parusía La sua prolifica opera letteraria iniziò con una poesia d'avanguardia, influenzata da autori come Vicente Huidobro, che esplorava l'"anfimetamorfismo" o la doppia accezione della parola. Questa prima fase, tuttavia, non ottenne la stessa risonanza del realismo socialista allora prevalente. In seguito si dedicò alla critica d'arte e pubblicò drammi con temi storici come "Sevilla del oro y La leyenda del cacique dorado", nonché raccolte di poesie come "Raudal", "Soledades de la sangre" e "El amor soñado en la muerte", e il romanzo "Andariegos", che esplora la psicologia dei personaggi. Il suo capolavoro è il lungo poema epico-religioso "Parusía" in sette volumi, che gli valse il Premio Nazionale Eugenio Espejo e il riconoscimento come il "Dante Alighieri dell'Ecuador". Nei suoi ultimi anni continuò a pubblicare poesie a tema religioso e raccolte dei suoi saggi.

## Opere
- 1930: Proa, 227 p.
- 1932: Altamar, 198 p.
- 1932: Il nuovo classicismo nella poesia, (saggio), 41 p.
- 1933: L'Equatore nell'America preispanica, 284 p.
- 1934: Aragón, Sacristán e Anselmo, (racconti), 44 p.
- 1934: Primo e Secondo libro del Cabildo di Quito (Il libro verde), 535 p. e 404 p.
- 1937: Víctor Mideros, (critica), 46 p.
- 1946: La regione amazzonica dell'Ecuador nel XVI secolo, 311 p.
- 1949: Raudal, 129 p.
- 1950: Solitudini del sangue, 64 p.
- 1950: L'amore sognato nella morte, 101 p.
- 1956: Viandanti, (romanzo), 607 p.
- 1958: Documenti per la storia dell'Audiencia di Quito. Maldonado, 8 vol.
- 1958: Siviglia dell'oro e La leggenda del cacicco dorato, (dramma), 123 p.
- 1960, 1972, 1985: Parusia, la gloriosa venuta, 7134 p.
- 1987: Echi del silenzio (antologia), 774 p.
- 1988: Sentieri e incontri, (saggi), 1138 p.
- 1989: Chiarori in scorci, 407 p.
- 1991: Per l'ineffabile, 332 p.